# ATV台慶勁唱會
ATV台慶勁唱會於2011年5月29日晚上八時於亞洲電視大埔總台舉行，為亞視慶祝開台五十四周年的大型台慶節目，本港台及亞洲台同步現場直播，2011年6月18日晚上9時至11時和7月2日下午1時至3時25分於本港台重播。

## 嘉賓
- 陳柏宇
- 周柏豪
- 劉美君
- 陳啟泰
- Mr.
- 2AM
- 林奕匡
- 薛凱琪
- 關楚耀
- 羅力威
- 亢帥克
- 李麗珊
- 黎燕珊
- 韓燕
- 鄭啟泰
- 蒲進
- 劉錫賢
- 秦啟維
- 蔡國威
- 林紫君
- 彭遠揚
- 于天龍
- 李建龍
- 戴畹旂
- 古卓文
- 李明憲
- 李志豪

## 收視
以下為該節目於亞洲電視本港台首播之收視紀錄：
| 日期                | 平均收視 | 最高收視 | 百分比 | 收看比率 | 欣賞指數 |
| ------------------- | -------- | -------- | ------ | -------- | -------- |
| 2011年5月29日(首播) | 4點      |          | 13%    | 17.3 %   | 60.0     |
| 2011年6月18日(重播) | 3點      |          | 10%    | -        | -        |

- 平均收視/百分比來源：CSM媒介研究，每一個收視點代表約63600名觀眾收看
- 收看比率/欣賞指數來源：香港大學民意研究計劃 電視觀眾研究
- 記錄的資料以電視台當日播出內容為準

## 外部連結
- ATV台慶勁唱會